# Rathayatra de Mahesh
El Rathayatra de Mahesh (en bengalí: মাহেশের রথযাত্রা) es el mayor ratha yatra del mundo después del Trinidad Ratha yatra de Puri y el más popular de Bengala, celebrado desde 1396. Se celebra en Mahesh, una zona histórica de la ciudad de Serampore, en el estado indio de Bengala Occidental. Es un festival de una semana de duración y en ese momento se celebra una gran feria. La gente se aglutina para tener formar parte en tirar de las largas cuerdas atadas a los carros del Señor Jaganatha, Balarama y Subhadrá en el viaje desde el templo hasta Mahesh Gundicha Bari (o Masir Bari) y de vuelta en el octavo día.

## Historia

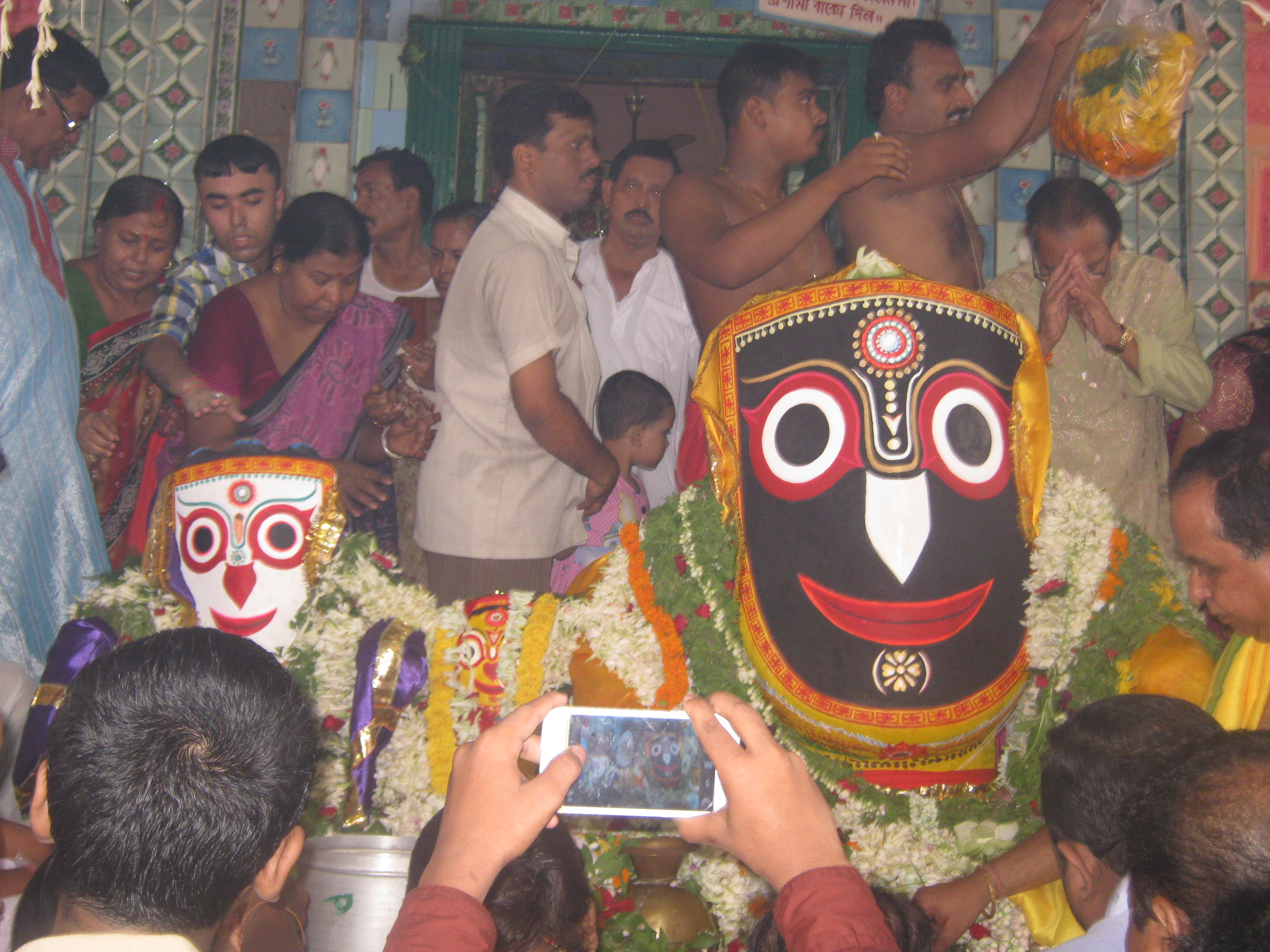
Celebración en Mahesh.

En el siglo XIV, Drubananda Brahmachari, un gran sabio bengalí fue a Puri en peregrinación. Tenía el deseo de ofrecer a Jaganatha 'Bhoga' con su propia mano. Pero la autoridad del templo le impidió hacerlo. Drubananda decidió ayunar hasta la muerte. Al tercer día oyó la voz de Jaganatha en su sueño: «Drubananda, vuelve a Bengala. En ela orilla del río Bhagirathi, encontrarás un lugar llamado Mahesh. Allí te enviaré un enorme Daru-Brahma (tronco de Neem). Haz a Balarama, Subhadrá y mi ídolo con este tronco. Estoy ansioso por tener 'Bhoga' de tu mano.» Entonces Drubanada regresó a Mahesh y comenzó su Sadhana. Luego, en una noche lluviosa y aterradora, Daru-Brahma apareció en Mahesh. Saltó al agua y la recogió, luego hizo los ídolos de la «Santísima Trinidad» y estableció un templo.
Después de tomar sanniasin, Śrī Chaitania se fue a Puri. En el camino, llegó a Mahesh, después de visitar el Templo de Drubananda, perdió el sentido y se absorbió en la profunda Samadhi. Chaitanya bautizó a Mahesh como 'Naba Nilachal', que significa el 'nuevo Puri'. Más tarde el viejo Drubananda le pidió que se hiciera cargo del templo. A petición suya, hizo de Kamalakar Piplai, el quinto de sus doce Gopalas, la sebait del templo. Después de unos días, Dhrubananda murió.
Kamalakar Piplai fue, como se mencionó anteriormente, el quinto de los doce Gopalas de Sri Chaitanya. Era hijo del Zamindar de Khalijuli en Sundarbans. Vino a Nabadwip a estudiar lógica. Más tarde se convirtió en un favorito de Mahaprabhu y se unió a su ministerio. Fue el primero de los 64 mohantas. Después de hacerse cargo del Templo de Mahesh, permaneció allí y es él quien inició el famoso festival de los carros, hace más de 600 años. Sus herederos todavía viven en Mahesh y algunos en Calcuta como el Sebait o'Adhikary' del Templo.

## Carroza
Pero ni la ratha o carroza ni el Templo de Kamalakar han existido. El templo moderno fue construido por Nayanchand Mallik de Pathuriaghata, Calcuta en 1755, con un coste de 20.000 rupias.
No se sabe nada sobre la primera ratha. Una vez un devoto de Baidyabati donó una carroza al Templo. En 1797, el famoso discípulo de Sri Ramakrishna, el abuelo de Balarama Basu, Krishnaram Basu, donó otra carroza. Su hijo Guruprasad Basu renovó la ratha en 1835. Pero después de algunos años la carroza fue quemada. Luego Kalachand Basu hizo otra en 1852. Pero un día una persona se suicidó dentro de la ratha, Ttomando esto como una mala señal, Biswambhar Basu hizo una ratha diferente en 1857, pero también se quemó. Entonces Dewan Krishnachandra Basu ordenó un «Carro de Hierro» a la compañía Martin Burn, esta ratha sigue siendo inexistente.
La actual ratha o carroza fue construida bajo el patrocinio de Krishnaram Basu por la Compañía Martin Burn en 1885. El costo de la construcción fue de dos millones de rupias. La ratha es como un templo de Nabaratna que tiene nueve sikharas. La carroza tiene una estructura de acero con andamios de madera. Está equipada con doce ruedas de hierro de doce pulgadas de circunferencia cada una. La ratha tiene cuatro pisos, mide 15 metros de altura y 125 toneladas de peso, en la parte delantera hay dos caballos de cobre.

## Festival

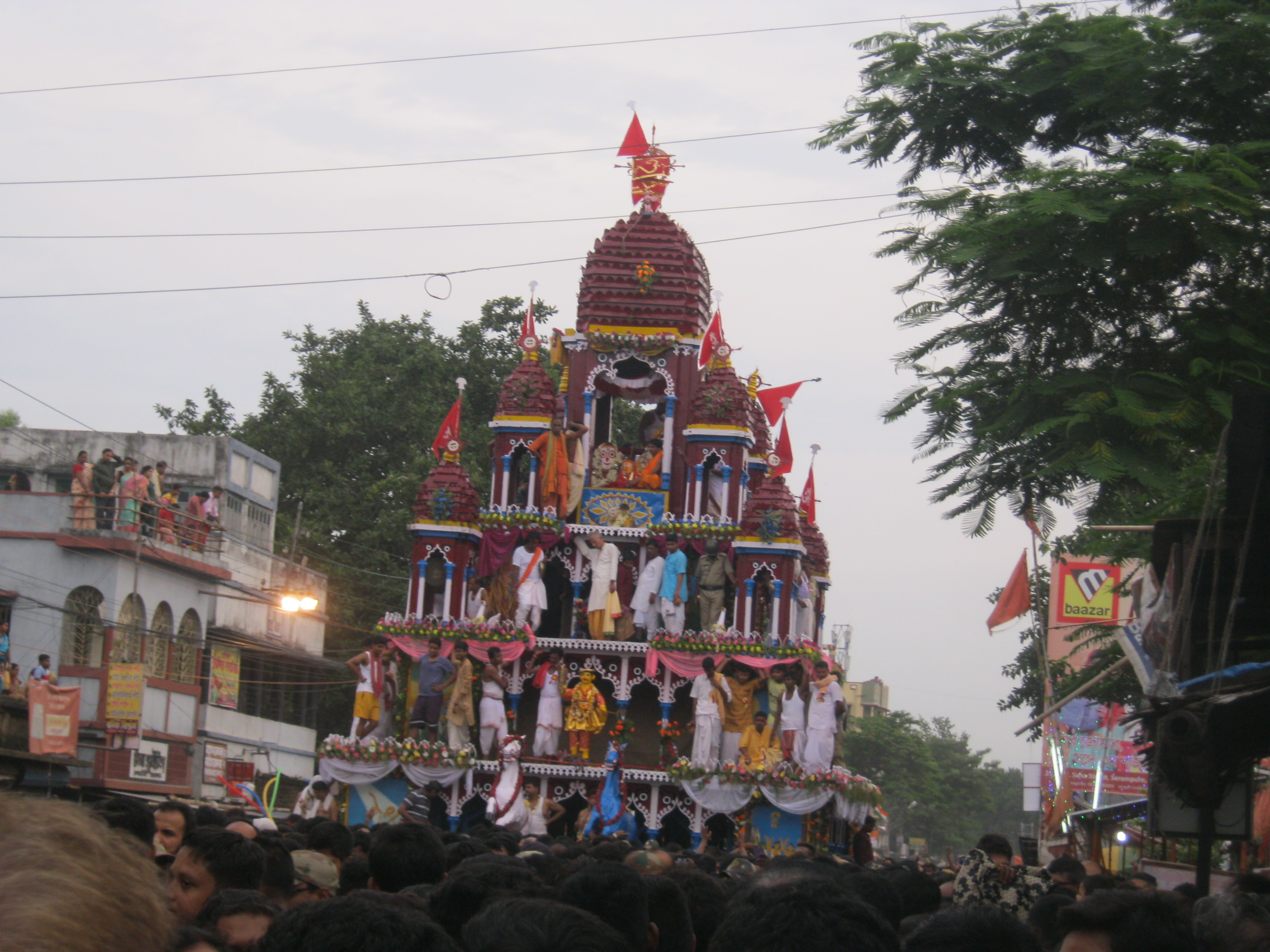
Ratha yatra de Mahesh en el 2016.

El snanayatra se celebra el día de luna llena que precede al ratha yatra. El día del snanyatra, los ídolos de Jaganatha, Balaram y Subhadrá se bañan en generosas cantidades de leche y agua del Ganges. Se cree que los ídolos sufren de fiebre debido al pesado baño, por lo que tres médicos, uno de Arambag, otro de Goghat y otro de Ghatal, son convocados para tratar a las deidades, las cuales ofrecen una mezcla líquida como medicina, que luego son administradas en los ídolos. Poco a poco la fiebre desaparece y recuperan su salud normal.
A diferencia de los ídolos del templo Jaganatha de Puri, que se cambian cada doce años, los mismos ídolos preparados por el fundador Kamalakar Pipilai se utilizan hasta la fecha. Sin embargo, dos días después del snanayatra y únicamente dos semanas antes del ratha yatra, se celebra la ceremonia de angaraga. Esta es una ceremonia de tres días donde los ídolos son pintados usando pigmentos herbales a puertas cerradas. El artista se cubre la cara y los cabellos mientras pinta los ídolos y come una vez al día durante tres días. No cobra nada por los servicios.
Un día antes del ratha yatra, Jaganatha prestó juramento como rey. En el día del ratha yatra, el ídolo Jaganatha se coloca en el piso más alto de la carroza junto con los ídolos de Balaram y Subhadrá. Un pájaro el carraca india es traído y hecho sentar en el sikhara más alto de la carroza. Cuando el pájaro se aleja, comienza la procesión.
No únicamente este festival es el más antiguo, sino también es el ratha yatra más grande de Bengala. Gran número de personas vienen a ver la feria de un mes de duración. El Señor va al Templo de Gundicha y permanece allí hasta Punarjatra, o Ultorath, como se le conoce popularmente en Bengala.
Sri Ramakrishna, su esposa Sarada Devi, el dramaturgo Girish Chandra Ghosh etc. y mucha otros  personajes vinieron a visitar la famosa feria de Mahesh.

## Cultura popular
La famosa novela de Bankim Chandra Chattopadhyay Radharani' (1876), consiste en una maravillosa descripción de Mahesh Ratha yatra.[3] Radharani, la pequeña heroína de la novela que se perdió en la feria y fue encontrada por su futuro amante. La descripción de Bankim no únicamente da una imagen vívida del festival, sino que también da a la feria un encanto literario romántico. Se dice que aún hoy se puede sentir el dolor de la chica del corazón roto.